# Artigiancassa
Banca Agevolarti S.p.A precedentemente Artigiancassa S.p.A, è una banca appartenente al Gruppo BNL BNP Paribas, con capitale sociale di € 13.342.500,00, aderente al Fondo interbancario di tutela dei depositi.

## Storia
Artigiancassa è nata e nel 1947 con il nome di Cassa per il Credito alle Imprese Artigiane come ente pubblico alle dipendenze del Ministero del Tesoro. La funzione originaria della Cassa era quella di erogare i contributi e le altre provvidenze che venivano messe a disposizione delle piccole imprese artigiane. Aveva inoltre la funzione di coordinare questo genere di aiuti, nell'Italia della ricostruzione post-bellica, per un settore non favorito dalle allora vigenti normative sul credito e gravato da problemi pesantissimi di mercato, tributi e previdenza sociale, oltre che dalla lacunosa normativa professionale e sui contratti di lavoro.
Dopo 5 anni dalla costituzione, venne riformata con l'introduzione della legge 949/1952 e destinata a svolgere l'attività di gestione di fondi pubblici agevolativi che permettono alle imprese artigiane di entrare nel mondo creditizio.
La sua attività fu regionalizzata nel 1972 (in seguito all'attuazione delle norme costituzionali sulle Regioni); sul finire degli anni settanta, fu pian piano affiancata da altri organismi privati, spesso organizzati dalle confederazioni sindacali, che sulle ceneri delle disciolte Casse Mutue Artigiane costituirono strumenti creditizi accessori (in parte antesignani degli attuali Confidi).
Nel 1994 Artigiancassa è stata privatizzata e nel 1996 diventando Artigiancassa – Cassa per il credito alle imprese artigiane S.p.A. è entrata a far parte del Gruppo BNL, con un azionariato composto per il 73,86% da BNL e per il restante 26,14% da AGART S.p.A. (Confartigianato, CNA, Casartigiani e Fedart Fidi). Successivamente, nel 2006, insieme a BNL, è passata sotto il controllo indiretto del Gruppo BNP Paribas.
Il 1º gennaio 2009 è avvenuta la scissione parziale proporzionale delle attività relative alla gestione delle agevolazioni pubbliche che sono confluite nella nuova  società denominata Artigiancassa  S.p.A. e la contestuale fusione per incorporazione in BNL delle attività nel business dei finanziamenti della vecchia Artigiancassa, con il trasferimento a BNL del portafoglio crediti e di tutte le attività e passività non conferite alla Nuova Artigiancassa.
Dal 2009 inoltre, oltre all'attività agevolativa, Artigiancassa cura anche la commercializzazione, con proprio marchio e attraverso gli Artigiancassa Point attivi presso le sedi delle associazioni e dei Confidi artigiani convenzionati, di prodotti e servizi (finanziamenti, conti correnti, carte di credito, mutui immobiliari, leasing, lungo noleggio, POS) dedicati alle imprese artigiane, messi a disposizione dalle società del Gruppo BNP Paribas.
La compagine sociale è partecipata per il 73,86% da BNL e per la rimanente quota (26,14%) da AGART S.p.A. AGART è una società composta dalle Confederazioni Artigiane Nazionali, ossia Confartigianato, CNA, Casartigiani e Fedart Fidi. La BNL designa il Direttore Generale, mentre AGART il Presidente. Artigiancassa ha un capitale sociale di 13.342.500,00 € ed aderisce al Fondo interbancario di tutela dei depositi.
Nel 2022  la Banca ha introdotto:
- il "Servizio Advisory" (sul fronte agevolazioni), consulenza specializzata finalizzata a supportare le imprese nell'accesso alle diverse misure agevolative gestite dagli enti pubblici a valere anche sulle risorse e i fondi messi a disposizione dal Governo attraverso il Piano Nazionale di Ripresa e Resilienza (PNRR).
- il "Credito diretto", tornando a finanziare direttamente il target delle micro, piccole e medie imprese italiane.
Da luglio 2023, la Banca è interamente controllata da BNL BNP Paribas.
Da maggio 2024, Artigiancassa S.p.A. ha cambiato la sua denominazione sociale in Banca Agevolarti S.p.A.. A partire dal 1 gennaio 2025 la banca verrà fusa per incorporazione nella capogruppo BNL BNP Paribas.